# Milesia fuscicosta
Milesia fuscicosta är en tvåvingeart som först beskrevs av Jacques-Marie-Frangile Bigot 1875.  Milesia fuscicosta ingår i släktet Milesia och familjen blomflugor. Inga underarter finns listade i Catalogue of Life.